# Bannerdale Beck (River Glenderamackin)
Der Bannerdale Beck ist ein Fluss im Lake District, Cumbria, England. Er entsteht an den Bannerdale Crags am nordöstlichen Ende des Mungrisdale Common. Er fließt in östlicher Richtung bis zu seiner Mündung in den River Glenderamackin.